# Pousseaux
Pousseaux és un municipi francès, situat al departament del Nièvre i a la regió de Borgonya - Franc Comtat. L'any 2007 tenia 198 habitants.

## Demografia

### Població
El 2007 la població de fet de Pousseaux era de 198 persones. Hi havia 80 famílies, de les quals 32 eren unipersonals (8 homes vivint sols i 24 dones vivint soles), 20 parelles sense fills i 28 parelles amb fills.
La població ha evolucionat segons el següent gràfic:
Habitants censats

### Habitatges
El 2007 hi havia 144 habitatges, 87 eren l'habitatge principal de la família, 41 eren segones residències i 16 estaven desocupats. Tots els 142 habitatges eren cases. Dels 87 habitatges principals, 71 estaven ocupats pels seus propietaris i 16 estaven llogats i ocupats pels llogaters; 1 tenia una cambra, 16 en tenien dues, 13 en tenien tres, 19 en tenien quatre i 38 en tenien cinc o més. 54 habitatges disposaven pel capbaix d'una plaça de pàrquing. A 37 habitatges hi havia un automòbil i a 37 n'hi havia dos o més.

### Piràmide de població
La piràmide de població per edats i sexe el 2009 era:
| Homes | Edats   | Dones |
| ----- | ------- | ----- |
| 0     | 95 o +  | 0     |
| 0     | 90 a 94 | 0     |
| 0     | 85 a 89 | 8     |
| 0     | 80 a 84 | 4     |
| 8     | 75 a 79 | 4     |
| 4     | 70 a 74 | 4     |
| 0     | 65 a 69 | 4     |
| 8     | 60 a 64 | 0     |
| 4     | 55 a 59 | 4     |
| 8     | 50 a 54 | 16    |
| 8     | 45 a 49 | 8     |
| 4     | 40 a 44 | 8     |
| 16    | 35 a 39 | 8     |
| 8     | 30 a 34 | 4     |
| 4     | 25 a 29 | 4     |
| 8     | 20 a 24 | 8     |
| 0     | 15 a 19 | 12    |
| 28    | 10 a 14 | 0     |
| 0     | 5 a 9   | 16    |
| 4     | 0 a 4   | 4     |

## Economia
El 2007 la població en edat de treballar era de 126 persones, 94 eren actives i 32 eren inactives. De les 94 persones actives 84 estaven ocupades (42 homes i 42 dones) i 10 estaven aturades (6 homes i 4 dones). De les 32 persones inactives 14 estaven jubilades, 8 estaven estudiant i 10 estaven classificades com a «altres inactius».

### Ingressos
El 2009 a Pousseaux hi havia 89 unitats fiscals que integraven 229 persones, la mediana anual d'ingressos fiscals per persona era de 16.579 €.

### Activitats econòmiques
Dels 4 establiments que hi havia el 2007, 3 eren d'empreses de construcció i 1 d'una empresa d'informació i comunicació.
Els 3 serveis als particulars que hi havia el 2009 eren paletes.
L'any 2000 a Pousseaux hi havia 6 explotacions agrícoles.

## Equipaments sanitaris i escolars
El 2009 hi havia una escola elemental integrada dins d'un grup escolar amb les comunes properes formant una escola dispersa.

## Poblacions més properes
El següent diagrama mostra les poblacions més properes.